# Salvador Cabezas
Salvador Cabezas (San Salvador, 28 febbraio 1947) è un ex calciatore salvadoregno, di ruolo attaccante.

## Carriera
Prese parte con la Nazionale salvadoregna ai Giochi Olimpici del 1968 e ai Mondiali del 1970.